# So You Think You Can Dance (Wielka Brytania)
So You Think You Can Dance – program rozrywkowy, emitowany od 2 stycznia 2010 roku przez telewizję BBC One. Audycja produkowana jest na licencji amerykańskiego formatu So You Think You Can Dance.

## 1 edycja
Premiera edycji odbyła się 2 stycznia 2010 roku, a finał wyemitowano 13 lutego 2010 roku. Do programu weszło 14 uczestników. Zwycięzca w nagrodę otrzymał tytuł Britain's Favourite Dancer, 100 000 £ i wycieczkę do Hollywood, w którym zwycięzca zatańczy w Amerykańskiej wersji So You Think You Can Dance.

### Ekipa
Wykonawca: Nigel Lythgoe i Simon Fuller 

Prezenter: Cat Deeley 

Jury: Nigel Lythgoe, Arlene Phillips, Louise Redknapp i Sisco Gomez 

Producent wykonawczy: Nigel Lythgoe i Claire Bridgham 

Producent: Anna Meedows i Gareth Davies

### Uczestnicy

#### Mężczyźni
| Uczestnicy             | Wiek | Miasto        | Styl tańca  | Miejsce                           |
| ---------------------- | ---- | ------------- | ----------- | --------------------------------- |
| Tommy Franzén          | 28   | Szwecja       | Hip-Hop     | 2                                 |
| Robbie White           | 22   | Manchester    | Współczesny | 4 - Wycofał się z powodu kontuzji |
| Alastair Postlethwaite | 28   | Preston       | Balet       | 5                                 |
| Drew McOnie            | 24   | Londyn        | Musical     | 6                                 |
| Mark Calape            | 24   | Milton Keynes | Hip-Hop     | 7                                 |
| Gavin Tsang            | 23   | Shrewsbury    | Współczesny | 8                                 |
| Chris Piper            | 26   | Londyn        | Współczesny | 9                                 |

#### Kobiety
| Uczestnicy     | Wiek | Miasto          | Styl tańca       | Miejsce      |
| -------------- | ---- | --------------- | ---------------- | ------------ |
| Charlie Bruce  | 19   | Leicester       | Jazz             | ZWYCIĘŻCZYNI |
| Lizzie Gough   | 25   | Londyn          | Hip-Hop          | 3            |
| Mandy Montanez | 31   | Maryland/Londyn | Współczesny/Jazz | 5            |
| Yanet Fuentes  | 27   | Kuba            | Salsa            | 6            |
| Hayley Newton  | 26   | Guildford       | Broadway         | 7            |
| Chloë Campbell | 25   | Hanwell         | Jazz             | 8            |
| Anabel Kutay   | 26   | Manchester      | Współczesny      | 9            |